# Живјети од љубави
Живети од љубави је југословенски филм снимљен 1973. године у режији Крешимира Голика.

## Радња
Миња и Давор су брачни пар који се суочавају са разним проблемима. Први проблеми настају када Давор остане пара за наставак студија. Како би помогла Давору да заврши студије, Миња напушта своје и запошљава се као наставница у основној школи у селу Црна Локва. У селу станује код Ане, која живи са децом, док јој муж ради у Немачкој. Миња се у школи суочава са сплеткама колега и приморана је на разне компромисе како би сачувала радно место.

## Улоге
| Глумац             | Улога                   |
| ------------------ | ----------------------- |
| Власта Кнезовић    | Миња                    |
| Раде Шербеџија     | Давор                   |
| Борис Дворник      | Медан                   |
| Фрањо Мајетић      | Доктор                  |
| Аленка Ранчић      | Ана                     |
| Вероника Ковачић   | Вјерочка                |
| Звонко Лепетић     | Винко                   |
| Хермина Пипинић    | Наставница              |
| Миа Оремовић       | Јулија, докторова жена  |
| Људевит Галић      | Судац                   |
| Илија Ивезић       | Даворов шогор Никола    |
| Звонимир Торјанац  | Хорват - Вандин муж     |
| Едо Перочевић      | Наставник тјелесног     |
| Крешимир Зидарић   | Сапутник у влаку        |
| Зденка Трах        | Луче - сељанка са чесме |
| Сабрија Бисер      | Наставник               |
| Лена Политео       | Даворова сестра         |
| Бисерка Алибеговић | Поштарица               |
| Јован Стефановић   | Пијани тип у кафићу     |

## Награде
- Пула 73'[2][3][4]

1. Велика бронзана арена
2. Диплома Власти Кнезовић за успешан деби
3. Диплома Аленки Ранчић за епизодну улогу
4. Награда Илустроване политике за режију филма у боји

- Ниш 73'[2][3][5]

1. Награда за женску епизодну улогу Аленки Ранчић
2. Повеља Власти Кнезовић
3. Награда публике најпопуларнијем глумцу (Власта Кнезовић)